# Ponte Morandi (Toscana)
Il Ponte Morandi è una struttura architettonica situata presso il Lago di Vagli nel comune di Vagli Sotto, provincia di Lucca.

## Storia
La passerella pedonale di Vagli Sotto in Garfagnana è stata progettata nel 1953 dall'ingegnere Riccardo Morandi, per la SELT (Società Elettrica Liguria e Toscana) del Valdarno.
La passerella, lunga 122 m, attraversa il bacino artificiale nel quale confluiscono il torrente Lussia e l'Edron, affluenti del fiume Serchio, mettendo direttamente in comunicazione il piccolo Comune di Vagli di Sotto con il territorio della sponda opposta.
Diversamente dal vicino Ponte della Tambura, anch'esso progettato da Morandi nello stesso periodo e demolito il 5 novembre 2022, questa passerella pedonale è ancora attiva ed aperta al pubblico.
I lavori di realizzazione della passerella pedonale, ultimati nel 1955, furono eseguiti dall'impresa romana F.lli Giovannetti.

## Architettura

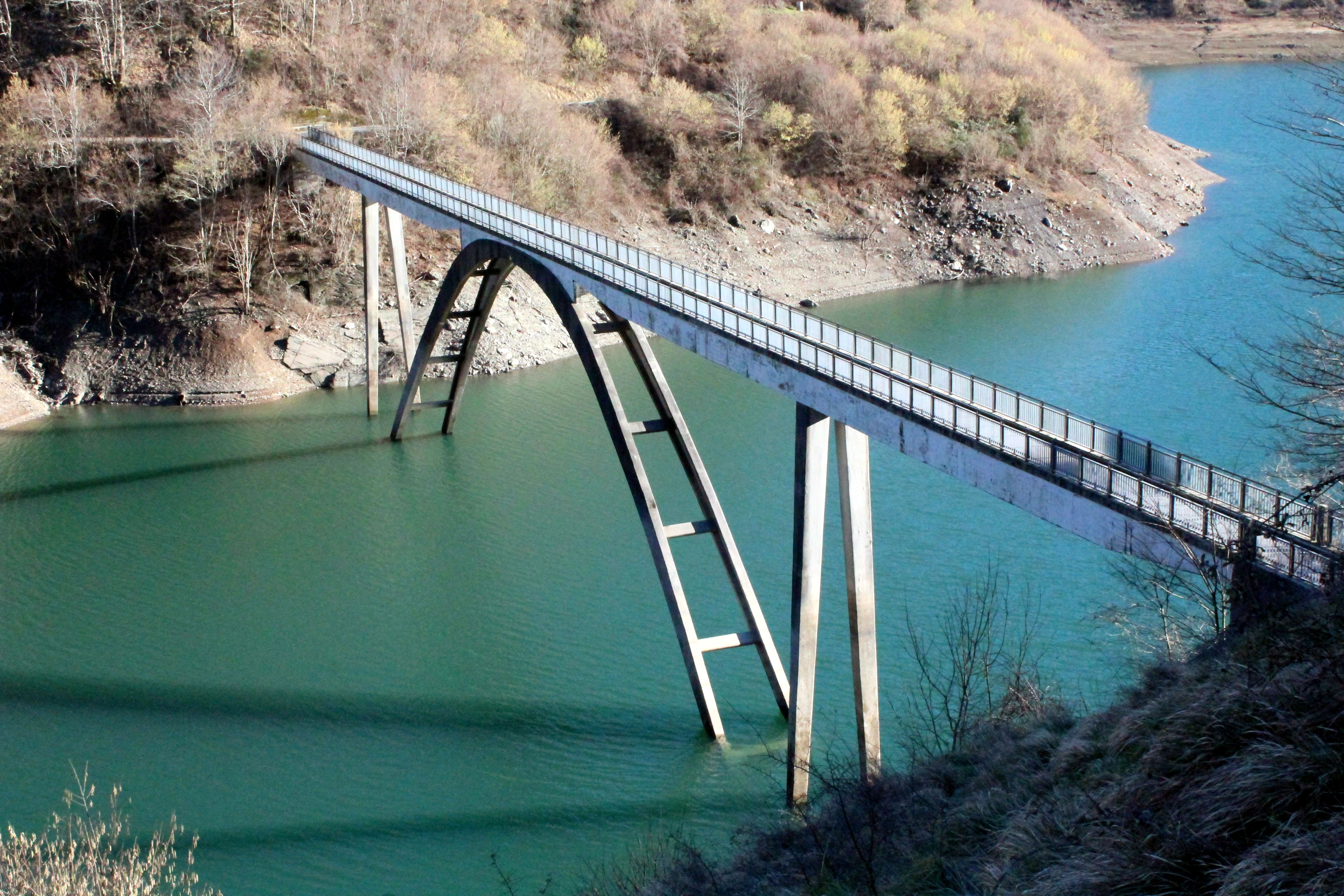
Attraversamento del Lussia

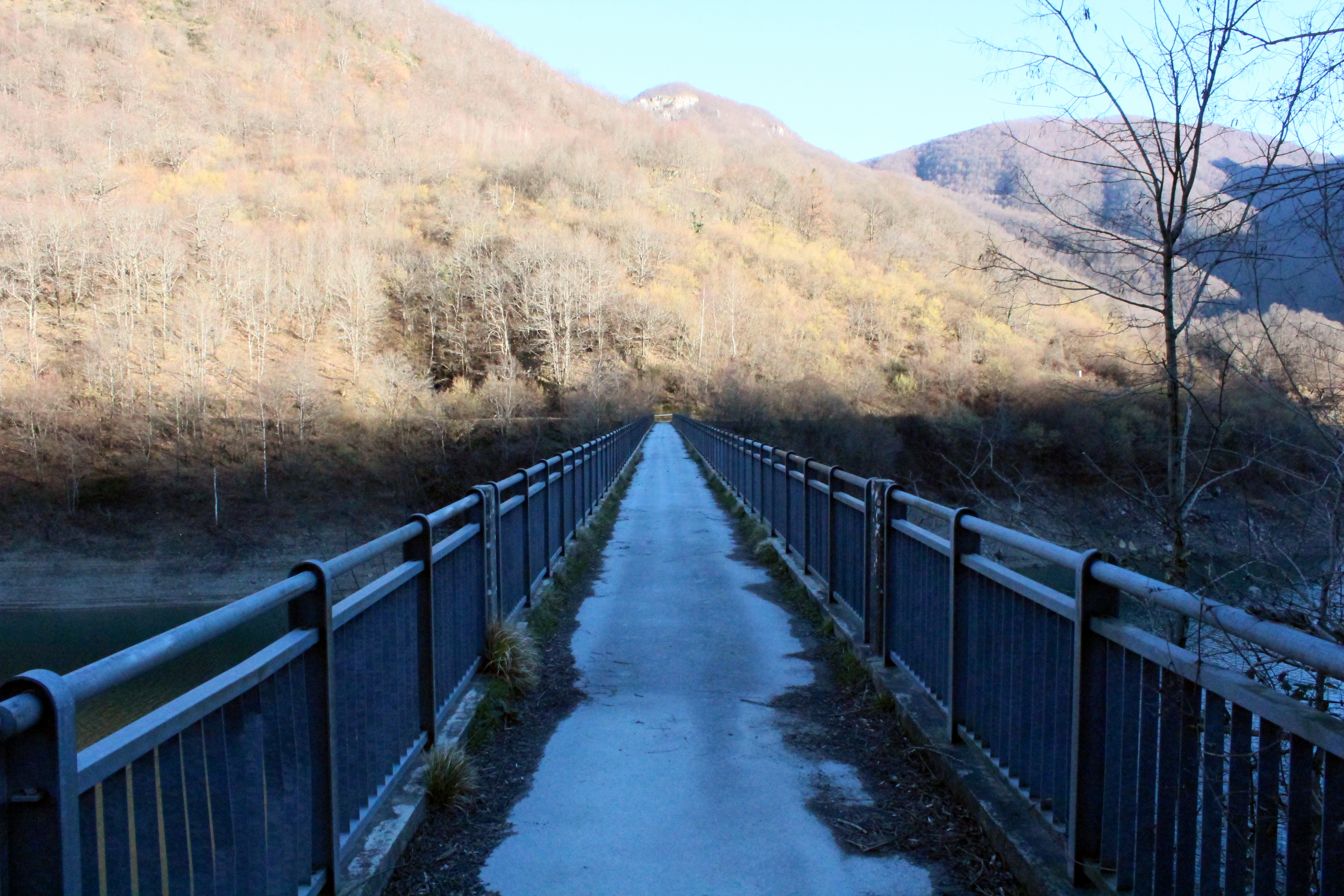
La passerella pedonale

La semplicità formale generata dalla leggerezza della struttura si adegua visivamente agli elementi naturali dell'ambiente circostante, rendendo la passerella non solo una funzionale realizzazione di ingegneria, ma soprattutto un'opera architettonica che si inserisce armoniosamente nel paesaggio.
La struttura è risolta con un semplice arco a tre cerniere di 70 m di luce fiancheggiato da due telai a stampella ciascuno dell'ampiezza di 24 m. La larghezza dell'impalcato in Calcestruzzo armato precompresso è di 3,50 m e consente il passaggio anche di piccoli mezzi a motore.
L'arco è costituito da due nervature lievemente divaricate collegate tra loro da un'opportuna serie di trasversi di irrigidimento. I due ritti verticali alti 23,20 m sono costituiti da due telai a V rovesciata e a sezione variabile. Schematicamente i trasversi dei telai sono costituiti da due nervature di 17 cm di spessore e dell'altezza di 128 cm collegati da una soletta di 12 cm di spessore e da una serie di trasversi (elementi longitudinali). Le nervature sono state costruite a conci fuori opera e risultano totalmente precompresse.
In questa realizzazione Morandi usa la precompressione temporanea, metodo brevettato per l'esecuzione in cantiere di operazioni particolarmente difficili di montaggio e in sostituzione delle centinature. Tale metodo implica la progettazione di una sequenza di fasi di precompressione direttamente correlate al metodo di montaggio.
La costruzione di una centinatura per il getto dell'arco sarebbe risultata troppo onerosa a causa della profondità dell'avvallamento, della natura del terreno e della difficoltà di recupero delle centine dovuta all'allagamento artificiale programmato del bacino.
Si è reso opportuno costruire i due semiarchi adagiati sui fianchi della montagna. I due semiarchi vincolati alle imposte con cerniere, sono stati fatti ruotare, uno alla volta riutilizzando così lo stesso macchinario, fino a ottenere la chiusura in chiave dell'arco. In questo punto è stata eretta una torre provvisoria a incastellatura di tubi metallici che ha consentito di saldare le due estremità dei telai laterali fatti ruotare in tempi diversi sostenuti e guidati da stralli.
Il risultato dalle forme sobrie ed essenziali è un esempio della capacità del progettista di risolvere con la massima leggerezza i problemi statici esaltando la linearità della struttura.